# Bulbul tarang
 (août 2024).
Si vous disposez d'ouvrages ou d'articles de référence ou si vous connaissez des sites web de qualité traitant du thème abordé ici, merci de compléter l'article en donnant les références utiles à sa vérifiabilité et en les liant à la section « Notes et références ».
Le bulbul tarang (vague de rossignol) (Inde), benju (Balouchistan) ; banjo ; taishōgoto (大正琴) (Japon), est un instrument à cordes pincées et à clavier de la famille des cithares (et non des luths), ressemblant à une épinette des Vosges ou à un dulcimer. On le rencontre en Inde, au Pakistan, en Afghanistan et au Japon.. Tout comme le petit harmonium dit guide chant, c'est probablement un instrument issu des colonisations occidentales. En effet, ce n'est pas du tout un instrument oriental car il utilise des touches imitant le clavier d'un piano ce qui n'existe pas du tout en Orient. Cela l'empêche de jouer selon les traditions orientales avec des micro-tons hors de la gamme à 12 demi-tons tempérés occidentale. 

## Lutherie

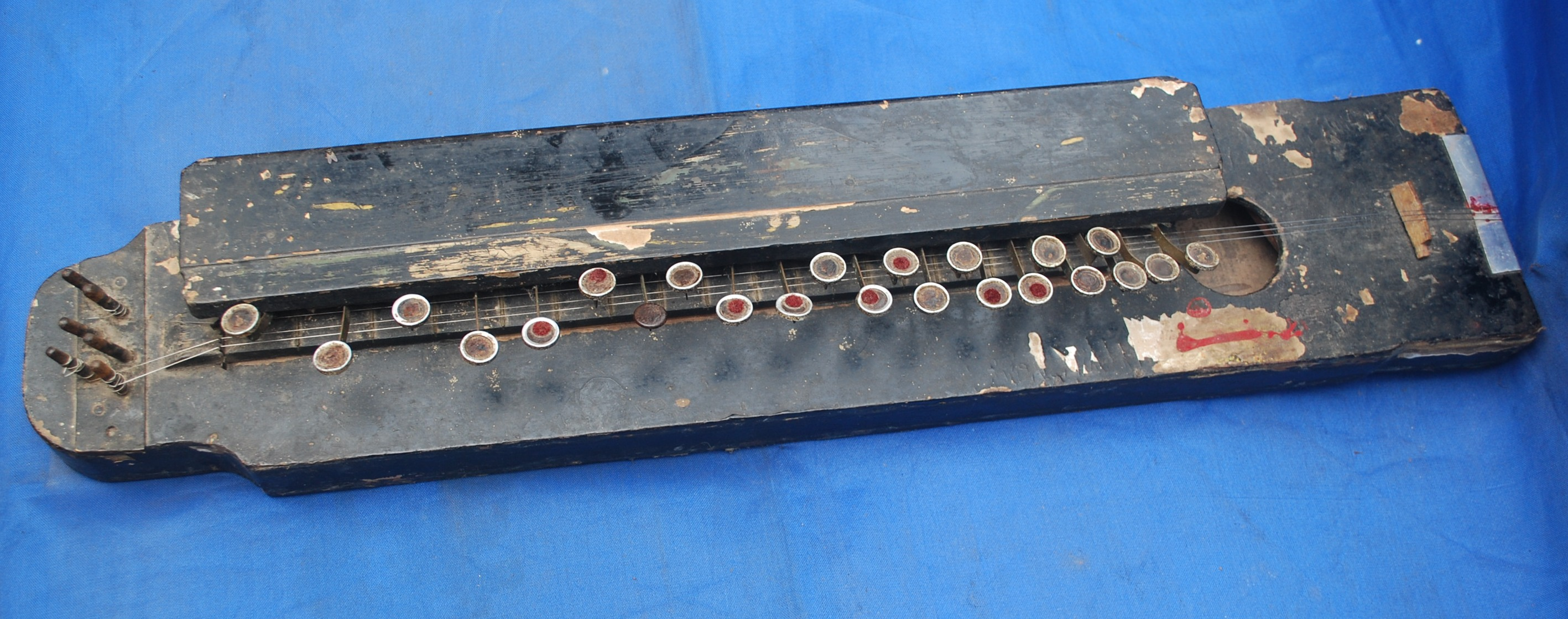
Bulbul.

Sa caisse de résonance de forme rectangulaire avec une ouïe circulaire est solidaire d'un couvercle qui fait ressembler l'ensemble à une petite valise souvent équipée d'une poignée pour son transport.
Les cordes, tendues au-dessus d'une touche frettée collée en surépaisseur sur la table de résonance, sont de calibre très fin. Elles sont fixées avec des pointes au niveau du cordier et sont accordées à l'aide de chevilles en métal. Il y a cinq chanterelles et un bourdon, en général accordé à l'octave grave ou à la quinte des chanterelles.
Le clavier est inspiré de celui de la machine à écrire.

## Jeu
On met les cordes en vibration à l'aide d'un médiator ou d'un plectre, et on fait varier la hauteur des notes en les raccourcissant à l'aide de touches de machine à écrire (ou de clavier), sur lesquelles figurent uniquement des chiffres, qui reviennent à leur place initiale grâce à de petits ressorts quand on les lâche. Cet instrument donne par les cliquètements dus aux ressorts et à son apparence étrange une impression de bricolage génial.
En Inde, c'est un instrument rare qui se rencontre au détour d'une rue et dont les enfants raffolent. Le son très ténu en est souvent amplifié électriquement. Seule la musique folklorique ou de film est jouée dessus.
Au Baloutchistan, il est associé à la vièle sorud, dans des rituels de guérison.
Au Japon, c'est un instrument pédagogique, au même titre que le mélodica.